# Operation Aedinosaur
Die Operation Aedinosaur war ein Projekt der amerikanischen Central Intelligence Agency (CIA) und befreundeter Dienste unter anderem zur Versorgung des Ostblocks mit verbotener systemkritischer Literatur in der zweiten Hälfte der 1950er Jahre. Der Leiter der CIA-Abteilung Verdeckte Operationen wollte damit „die Haltung wie auch das Handeln des Lesers“ beeinflussen. Die Soft-Power-Aktion sollte zur Stärkung einer Veranlagung in Richtung intellektueller Freiheit, respektive der „Unzufriedenheit über deren Abwesenheit“ führen.

## Benennung
Das Buchstabenkürzel „AE“ bezeichnete Operationen der Sowjet-Abteilung, während die Gründe für die Wahl des „Dinosaur“ nicht bekannt oder Zufall sind.

## Ziele
Die bekannten zwei Ziele waren unter anderem
- Kauf und Übergabe von Literatur an Reisende in die Sowjetunion
- Kauf von nicht öffentlich zugänglichen „russischen“ (sowjetischen) Büchern und Zeitschriften

Die Aktivitäten dienten der Infiltration der Ostblockländer mit Literatur, im Sinne einer Unterlaufung der dortigen Zensur. Für das Jahr 1959 beispielsweise wurden Mittel aufgewendet zum Druck von zweimal 2500 Miniaturausgaben von zwei nicht genannten Büchern. Ein anderes Buch wurde übersetzt und in 3000 Exemplaren hergestellt.

### Pasternak's Doktor Schiwago
Der Roman Doktor Schiwago von Boris Pasternak galt in der Sowjetunion als subversiv. Pasternak hatte das Buch 1956 geschrieben und keine Möglichkeit zur Veröffentlichung erhalten. Die Literaturzeitschrift Novy Mir hatte einen Vorabdruck abgelehnt. Das Manuskript gelangte zum Verlag von Giangiacomo Feltrinelli Editore nach Italien und wurde 1957 auf Italienisch veröffentlicht. Die Anweisungen Pasternaks waren jedoch widersprüchlich: Neben Feltrinelli arbeiteten die wissenschaftlichen Verlage Brill und Mouton mit der französischen Übersetzercrew unter Leitung von Jacqueline de Proyart an der Veröffentlichung. Die russische Version erschien 1958 mindestens mit indirekter Unterstützung der CIA im Mouton Verlag in den Haag. Der Niederländische Geheimdienst war auf Ersuchen der CIA daran beteiligt. Dieses Manuskript hatte seinen Weg in die USA offensichtlich via Großbritannien gefunden. Dort lebten sowohl Isaiah Berlin, als auch Georgi Michailowitsch Katow sowie die Geschwister Pasternaks. Die Amerikaner hatten erwartet, dass die Niederländer einen Vertrag mit Feltrinelli abschlossen, was jedoch nicht offiziell geschah. Feltrinelli war erbost, was zu unerwünschter Aufmerksamkeit des klandestinen Teils der Aktion führte. Über 300 der Bücher wurden bei der Brüsseler Weltausstellung im Pavillon des Vatikans gratis an die Besucher verteilt. Dies geschah durch russischsprachige Priester mit Kontakten zum NTS – Bund der russischen Solidaristen. Am 23. Oktober 1958 erhielt Pasternak den Nobelpreis für Literatur. Pasternak hatte den Nobelpreis zunächst angenommen und später auf Druck der KPdSU „freiwillig“ abgelehnt. Im Jahr darauf wurde von der CIA finanziert eine kleinformatige Ausgabe auf Bibeldruckpapier gedruckt. Sie war speziell für die unauffällige Verbreitung im Ostblock geeignet.  Die CIA wollte offenbar die ersten 1000 Exemplare des Buches bis 1. September. Ab dem 24. August 1958 wurden diese ausgeliefert. Ein Jahr später wurden nochmals 2000 Exemplare nach Wien gebracht, wo die Weltjugendspiele stattfanden. Mitreisende KGB-Agenten warnten die Teilnehmer vor einer Mitnahme der Bücher nach Hause.
In der Sowjetunion erschien der Roman erst 1988. Nach Ablauf der gesetzlichen Schutzfrist veröffentlichte die US-Regierung im April 2014 die Dokumente aus den 1950er-Jahren zu den Geschehnissen.

### Orwell’s Animal Farm
Der Roman Animal Farm von George Orwell war eines der Bücher, welche von 1952 bis 1959 zu tausenden mittels 3-Meter-Ballonen von drei Startplätzen in Westdeutschland aus ihre Reise in den Ostblock antraten. Die Luftwaffen Polens, Ungarns und der Tschechoslowakei hatten den Auftrag, diese Ballone abzuschießen, aufgefundene Bücher sollten zerstört werden.